# Thích nữ Trí Hải
Thích nữ Trí Hải (1938 – 2003) là một danh ni Việt Nam. Ni sư là một trong những giảng viên đầu tiên giảng dạy tại Thiền viện Vạn Hạnh và Trường Cao cấp Phật học Việt Nam, từng làm Phó viện trưởng Viện Nghiên cứu Phật học Việt Nam., là một tác gia và dịch gia Phật giáo.

## Thân thế
Thế danh của ni trưởng là Công Tằng Tôn Nữ Phùng Khánh (còn được gọi tắt là Tôn Nữ Phùng Khánh), sinh ngày 9 tháng 3 năm 1938 (Mậu Dần), tại làng Vỹ Dạ, huyện Hương Trà, phủ Thừa Thiên (nay thuộc phường Vĩ Dạ, thành phố Huế, tỉnh Thừa Thiên Huế), nguyên quán tại làng Gia Miêu, huyện Tống Sơn, phủ Hà Trung, (nay thuộc xã Hà Long, Huyện Hà Trung) tỉnh Thanh Hóa.
Ni sư xuất thân thuộc dòng dõi hoàng tộc nhà Nguyễn, là người con thứ 5 trong gia đình 6 anh em. Thân phụ ni sư là ông Nguyễn Phước Ưng Thiều, tự Mân Hương, cháu nội của Tuy Lý Vương Nguyễn Phước Miên Trinh. Thân mẫu ni sư là bà Đặng Thị Quế, con của một thái y triều đình. Tuy xuất thân gia thế, nhưng ni sư hiếm khi đề cập đến nền tảng gia đình của mình.

## Nền tảng học vấn
Theo lời thuật, khi còn mang thai 3 tháng, thân mẫu ni trưởng đã phát nguyện và được ban pháp danh cho ni sư là Tâm Hỷ. Sinh trưởng trong gia đình có truyền thống mộ Phật giáo, từ thuở thiếu niên, ni sư đã sớm được giáo dục nền nếp tốt và hấp thụ văn hóa Phật giáo truyền thống Việt Nam. Sau khi tốt nghiệp Tú tài toàn phần, ni sư từng bày tỏ ý nguyện xuất gia, nhưng cơ duyên chưa đến. Ni sư bèn tiếp tục sự học, theo học chương trình Cử nhân Anh văn tại trường Sư phạm Huế (sau là Đại học Sư phạm, Viện Đại học Huế).
Sau khi tốt nghiệp, ni sư trở thành giáo viên và đi dạy một thời gian tại trường Phan Chu Trinh – Đà Nẵng. Năm 1960, ni trưởng sang Mỹ du học và tốt nghiệp Cao học ngành Thư viện (M.A) tại Đại học Princeton (Hoa Kỳ).

## Pháp duyên một đời
Cuối năm 1963, ni sư về nước, sau đó cùng em gái là Tôn Nữ Phùng Khanh đến phụ tá cho Ni trưởng chùa Phước Hải, điều phối cư xá nữ sinh viên của Viện Cao đẳng Phật học Việt Nam. Một năm sau, năm 1964, ni sư quyết định xuất gia, thọ giới Sa-di Ni tại chùa Hồng Ân (Huế), do ni trưởng Diệu Không thế phát. Sau đó, ni sư được Giáo hội Phật giáo Việt Nam Thống nhất cử làm thư ký cho Thượng tọa Viện trưởng Thích Minh Châu khi Viện Cao đẳng Phật học được nâng lên trở thành Viện Đại học Vạn Hạnh.
Năm 1968, ni sư thọ giới Thức-xoa-ma-na tại Nha Trang và được Thượng tọa Viện trưởng Viện Đại học Vạn Hạnh bổ nhiệm làm Thư viện trưởng và giám đốc Trung tâm An sinh xã hội của Viện. Từ đó ni sư tham gia việc giảng dạy, dịch thuật, thuyết pháp cho sinh viên, Tăng Ni Phật tử tại Viện và thực hiện công tác An sinh từ thiện cho đồng bào bị thiên tai bão lụt và chiến tranh.
Năm 1970, ni sư thọ Cụ túc giới tại Đại giới đàn Vĩnh Gia (Đà Nẵng).
Cuối năm 1983, trường Cao cấp Phật học Việt Nam được thành lập, ni sư được mời về làm giảng viên và là nhân vật nữ đầu tiên và duy nhất giảng dạy tại một Học viện Phật giáo trong thời kỳ đó. Ni sư phụ trách giảng dạy giới luật (Pratimoksa) và đã có nhiều bài thuyết giảng sâu sắc về Trung Bộ Kinh bằng tiếng Anh cho Tăng Ni sinh. Tuy nhiên, vào tháng 4 năm 1984, ni sư bị chính quyền Việt Nam bắt giam và bị xét xử 4.5 năm tù vì cho rằng ni sư liên đới với các thượng tọa Thích Tuệ Sỹ và Thích Trí Siêu, vốn bị khép tội chống lại chính quyền.
Sau khi được trả tự do, ni sư chuyên tâm về việc dịch thuật kinh điển và giáo huấn học ni. Nhiều tác phẩm nghiên cứu và dịch thuật của ni sư trở thành sách giáo khoa cho học tăng ở các phật học viện. Năm 1996 đến 1999, trường Trung cấp Phật học Long An, Ni viện Thiên Phước thường xuyên thỉnh ni sư dạy Luật Tứ Phần Tỳ-kheo-ni và Bồ-tát giới. Các Đại Giới đàn Minh Tánh (1996), Liễu Thiền (1999), Khánh Phước (2002) tổ chức tại Ni viện Thiên Phước – Long An đều cung thỉnh ni sư làm Tuyên Luật sư và Trưởng Ban khảo hạch.
Năm 2003, ni sư được cử vào Phó Ban khảo hạch Đại Giới đàn Thiện Hoa ở Từ Nghiêm. Đầu tháng 12 năm 2003, ni sư được suy cử Phó viện trưởng Viện Nghiên cứu Phật học Việt Nam và Trưởng ban vận động tài chính.
Ni sư tử nạn trong một tai nạn giao thông tại Suối Cát (Đồng Nai) trong chuyến đi công tác xã hội ở Bình Thuận về, vào lúc 17 giờ chiều ngày 7 tháng 12 năm 2003 (nhằm ngày 14 tháng 11 năm Quý Mùi), thọ 66 tuổi thế, 33 năm tuổi hạ.

## Các tác phẩm dịch
- Ảo hoá. (sách) Hermann Hesse.
- Ba thời chuyện pháp.
- Bóng Nguyệt lòng sông
- Câu chuyện triết học.
- Con đường thoát khổ. (What the Buddha taught)
- Câu Chuyện Của Dòng Sông. Hermann Hesse.
- Đàm hoa lạc khứ
- Đường vào nội tâm.
- Đường đi không gió, lòng sao lạnh!
- Đưa vào  Mật Tông.
- Fa-Hsien, the Unassuming Pilgrim.
- Giải thoát trong lòng tay. (Liberation in the Palm of Your Hand: A Concise Discourse on)
- Huyền Trang - Nhà Chiêm Bái và Học Giả. Hòa Thượng Thích Minh Châu.
- Làm việc một nguồn vui. Tarthang Tulku Rinpoche.
- Nguồn mạch tâm linh.
- Nhà khổ hạnh và gã lang thang. (sách)  Hermann Hesse.
- Nhập Bồ Tát Hạnh. (sách)Bồ Tát Tích Thiên.
- Phật giáo truyền thống Tây Tạng. (sách) Geshe Kelsang Gyatso.
- Sám Quy Mạng.
- So sánh kinh Trung A-hàm và kinh Trung Bộ. (sách)
- Sống Thiền. (sách) E. Herrigel.
- Sự tích giới luật E. Herrigel.
- Tạng Thư Sống Chết. (sách) Sogyal Rinpoche.
- Tâm Bất Sinh. (sách) Pháp Thiền Bankei.
- Thanh Tịnh Đạo
- Từ Nguồn Diệu Pháp. (sách)
- Tương quan giữa Thiền và Mật.
- Kỷ Yếu Tưởng niệm Ni
- The Path to Enlightenment (Spiritual Classics) Pha-Bon-Kha-Pa Byams-Pa-Bstan-Dzin-Phrin-Las-Rgya-Mtsho
- Nhập Bồ tát hạnh - Tịch Thiên tôn giả
- Câu chuyện dòng sông
- Bắt trẻ đồng xanh
- Triết học Phật giáo
- Gandhi tự truyện
- Câu chuyện triết học
- Thanh tịnh đạo luận
- Thắng Man
- Tạng thư Sống Chết
- Giải thoát trong lòng tay
- Kinh Pháp Bảo Đàn
- Giới Luật là nền tảng con đường thanh tịnh - luận sư Buddhaghaso

## Sách dịch
- Thích nữ Trí Hải (soạn dịch). Sự tích giới luật. Hà Nội, Nhà xuất bản Tôn Giáo, 2003. Truy vấn.